# Brühlscher Garten

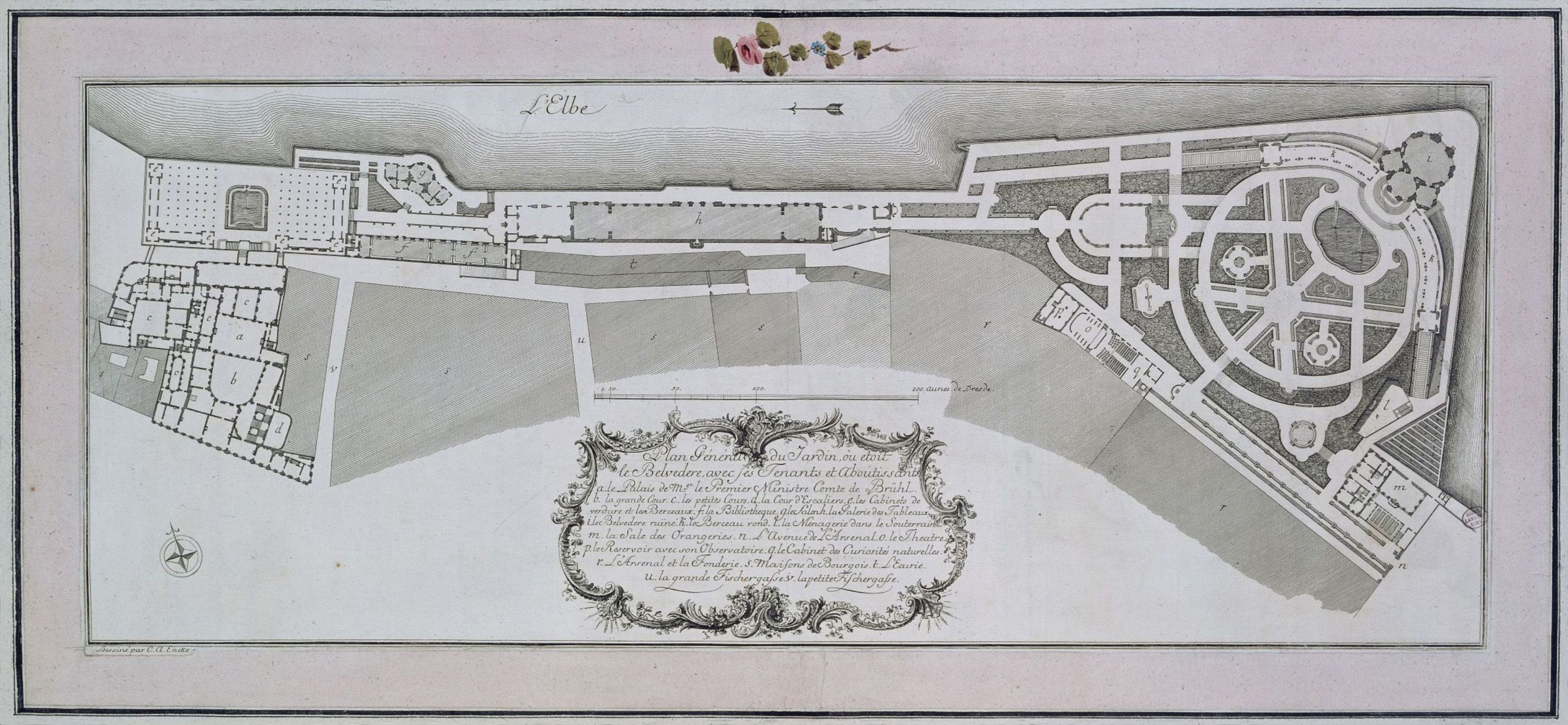
Plan der Gartenanlage (um 1761)

Der Brühlsche Garten wird heute nur noch der Ostteil der Brühlschen Terrasse in Dresden auf der Jungfernbastei, dem Standort der ehemaligen Belvederes (I - IV) genannt, ursprünglich aber die gesamte Gartenanlage auf der Brühlschen Terrasse. Er zählte zu den Brühlschen Herrlichkeiten.

## Geschichte
Der Garten wurde ab 1739 als Französischer Garten nach Plänen von Johann Christoph Knöffel auf der Brühlschen Terrasse für den Grafen Heinrich von Brühl angelegt. Er bestand aus dem größeren Teil am Belvedere und dem westlichen am Brühlschen Palais. 1814 wurde der Garten der Öffentlichkeit zugänglich gemacht.

## Pavillon
Auf der Höhe der Kleinen Bastion in westlichen Teil stand seit 1743 ein Gartensaal im Stil des Rokoko. Dieser wurde von 1828 bis 1833 durch die Technische Bildungsanstalt genutzt. Anschließend hatte der Bildhauer Ernst Rietschel bis zum Abriss 1859 hier sein Atelier. Seit 1876 steht an dieser Stelle ein Denkmal für Rietschel, das der Bildhauer Johannes Schilling fertigte. An den Pavillon als Heimstätte der Technischen Bildungsanstalt, dem Vorläufer der Technischen Universität, erinnert eine bronzene Gedenktafel von Martin Hänisch aus dem Jahre 1986 mit den Maßen 53 mal 88 Zentimeter.

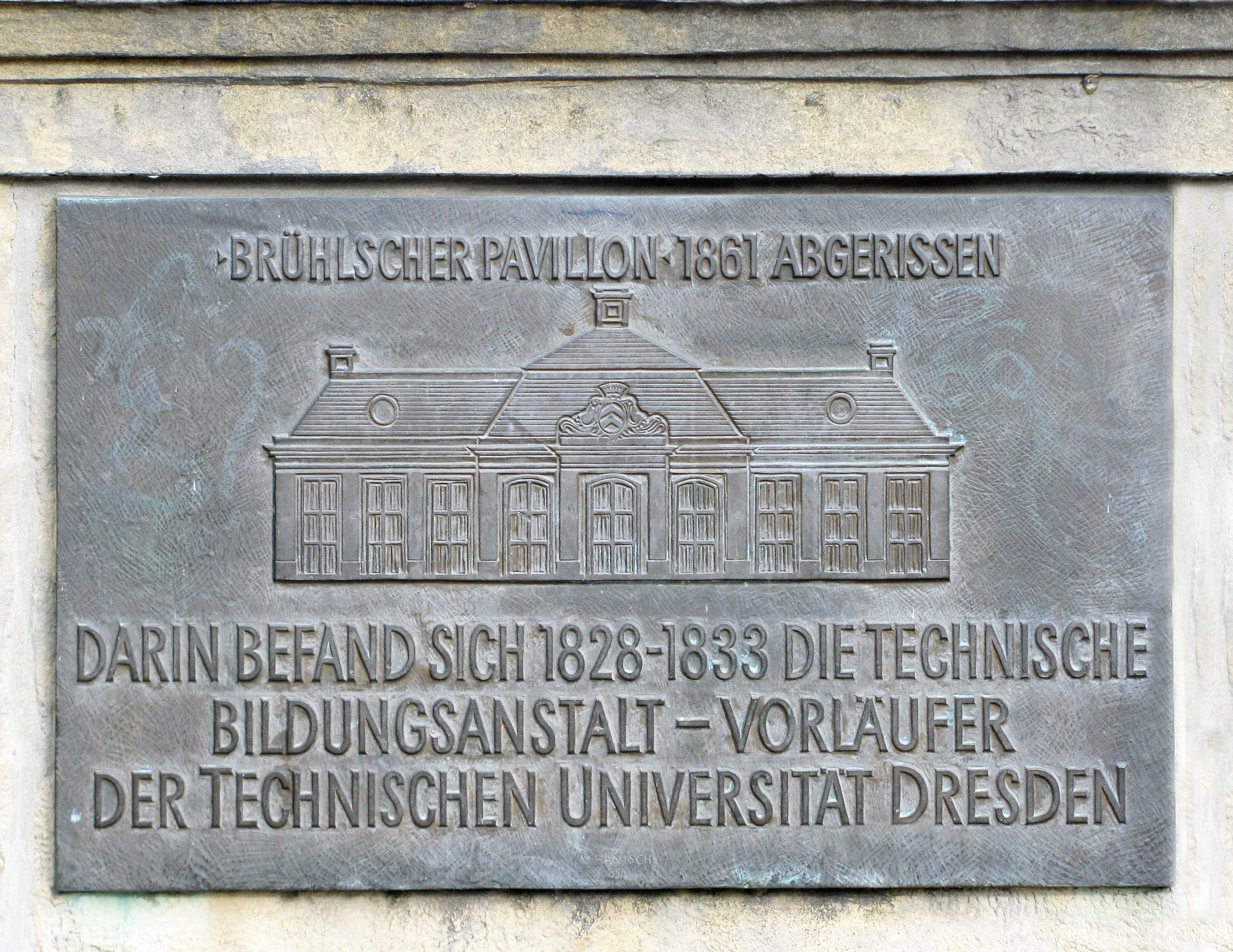
Gedenktafel zur Erinnerung an den ersten Standort der heutigen TU Dresden
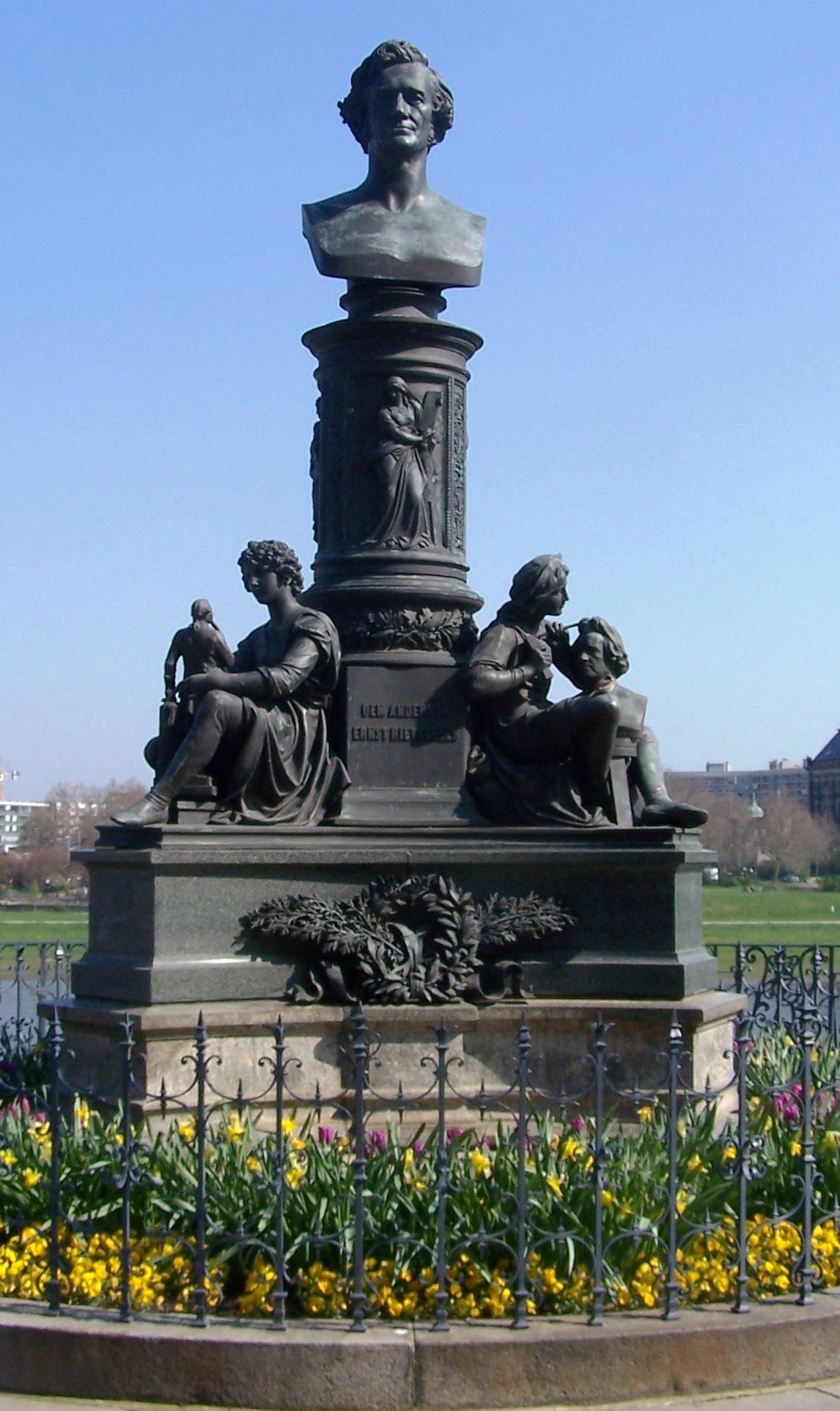
Ernst-Rietschel-Denkmal
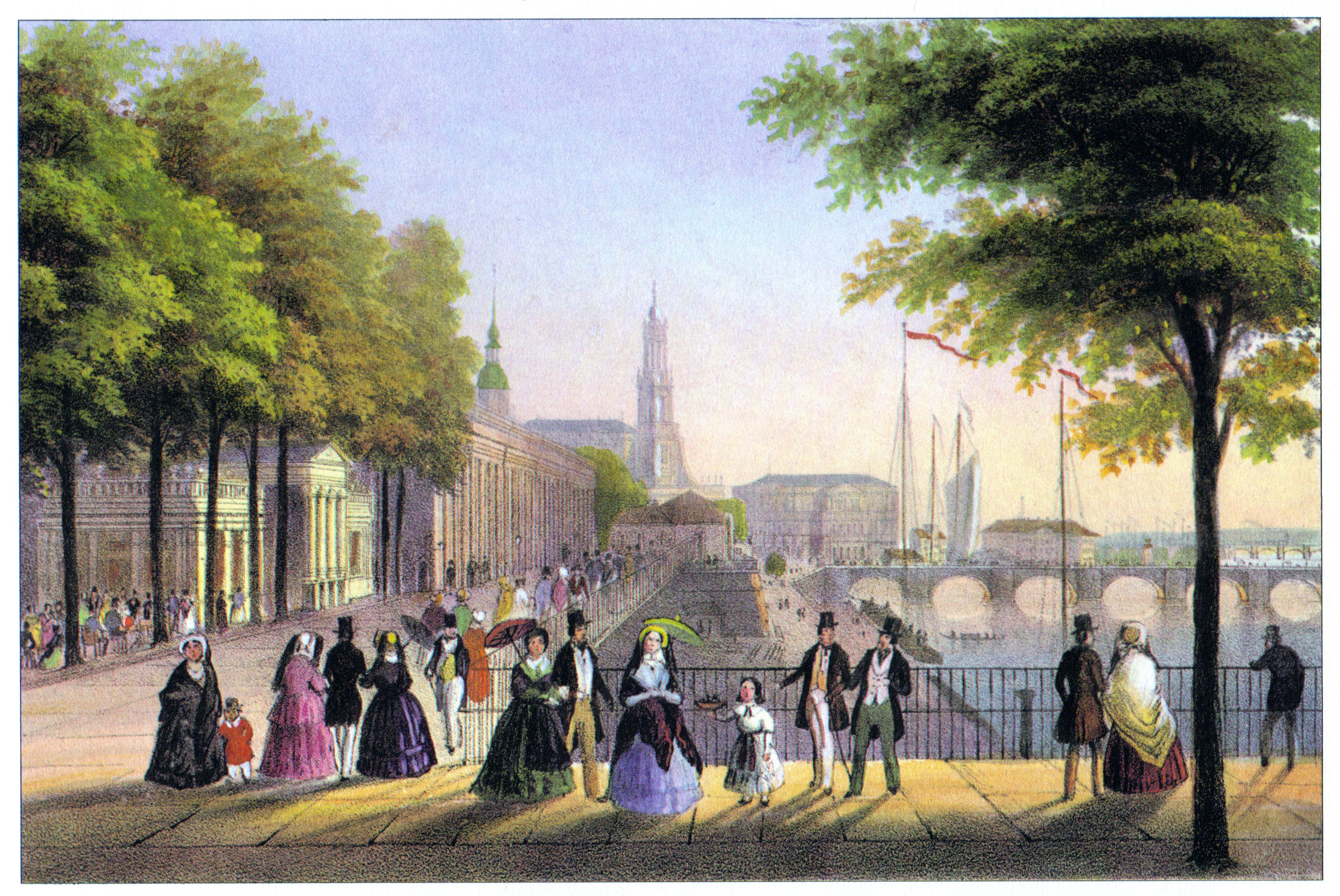
Ansicht vom Ostteil mit Blick nach Westen, um 1855
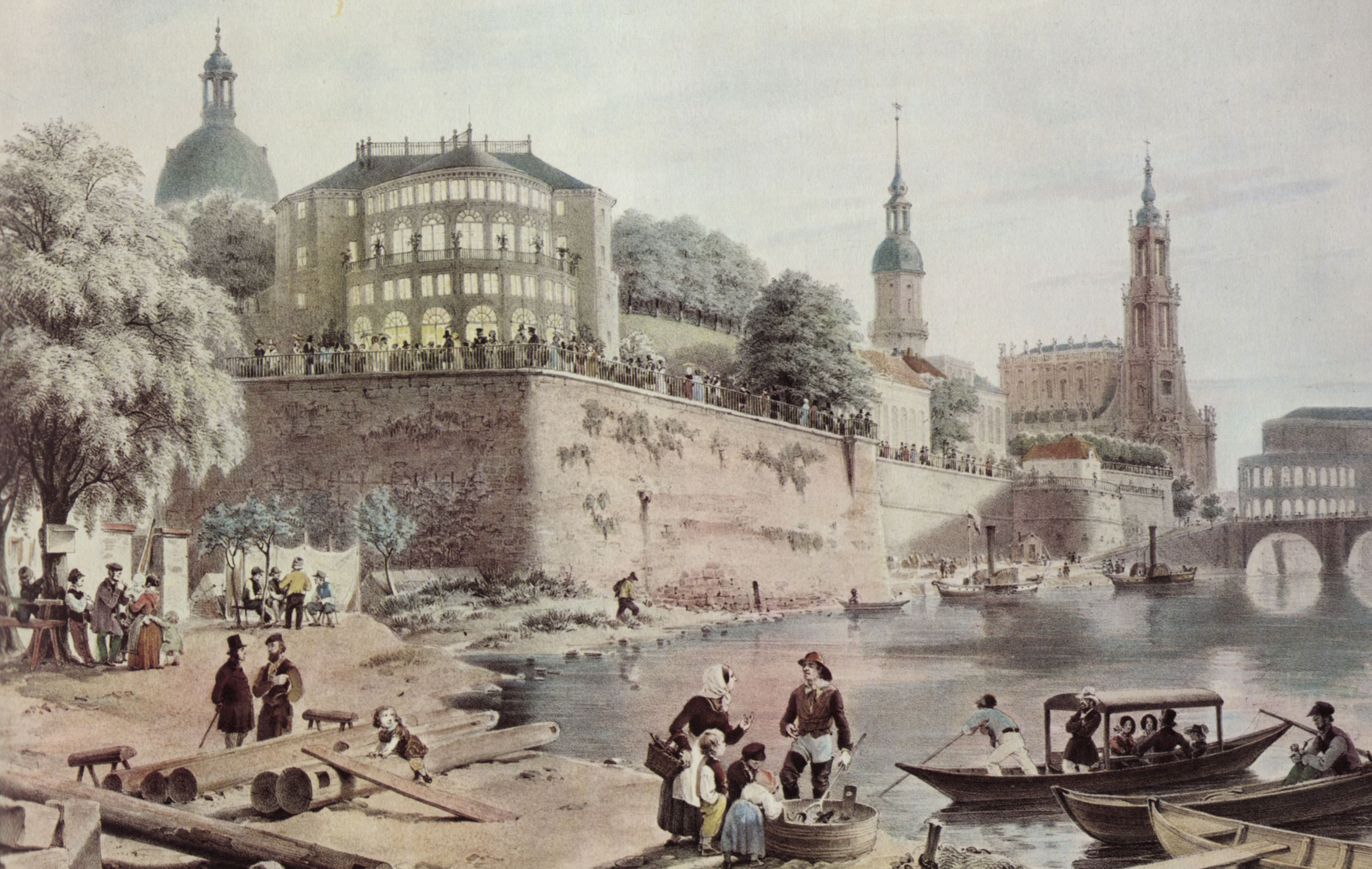
Blick von Osten auf gesamte Terrasse, um 1850